# Booz endormi
Pour les articles homonymes, voir Booz.

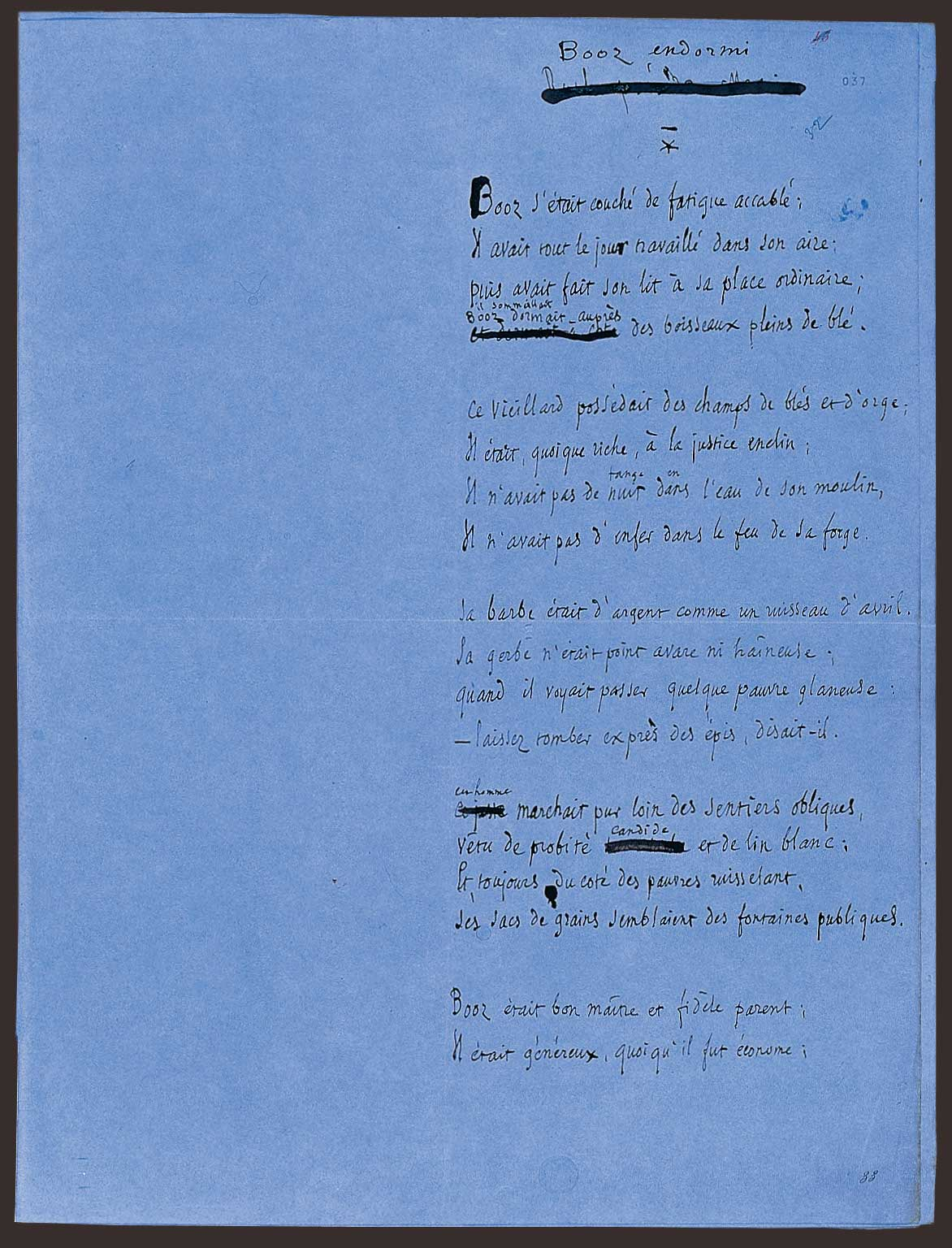
Manuscrit de Booz endormi.

Booz endormi est un poème de Victor Hugo extrait de la Légende des siècles. Il est basé sur le récit biblique du livre de Ruth.

## Élaboration du poème
Dans Booz endormi, Victor Hugo s'inspire d'un passage de la Bible situé dans le livre de Ruth. Le paysan Booz ou Boaz est un patriarche prospère à qui Ruth, une veuve moabite, rend visite. Touché par les vertus de Ruth, Booz accepte de la laisser glaner son champ. Ruth passe une nuit à ses pieds puis lui demande de l'épouser. Booz accepte, rachète les dettes de Ruth et se marie avec elle. Ils ont ensemble un fils, Obed (ou Oved), qui a lui-même un fils, Jessé, lequel est le père de David.

## Analyse
Le vers 81 du poème, Tout reposait dans Ur et dans Jérimadeth, contient un nom propre qui a posé un problème aux commentateurs du poème. Le dernier mot désigne une ville que les commentateurs n'ont retrouvée nulle part. L'abbé Claudius Grillet, dans La Bible dans Victor Hugo (Lyon, 1910, p. 226), a suggéré qu'il s'agissait d'une ville imaginaire issue d'un calembour du poète : la rime peut en effet se décomposer en : j'ai rime à dait (le th ne se prononce pas). Au début du XXe siècle également, Charles Péguy attribue cette hypothèse au critique littéraire Eugène Marsan. Paul Berret, quant à lui, rejette l'idée d'un calembour et suggère que le nom est une graphie déformée (qui n'est attestée nulle part) des collines de Yerahméel (ιραμεηλ en grec), un endroit très éloigné d'Ur et de Galgala, ce qui suggèrerait l'étendue de la nuit, mais tous les critiques n'ont pas été convaincus par cette hypothèse. La rime est devenue le plus célèbre exemple de création poétique de noms propres dans l'œuvre de Victor Hugo.

## Postérité
Booz endormi a été le poème de La Légende des siècles le plus unanimement admiré.

#### Éditions du poème
- Victor Hugo et Claude Millet (présentation et notes), La Légende des siècles, Paris, Librairie générale française, coll. « Livre de poche », 2000 (1re éd. 1859).
- Victor Hugo et Arnaud Laster (édition) (préf. Claude Roy), La Légende des siècles, Paris, Gallimard, coll. « Poésie », 2002.
- Gérard Philippe et Maria Casarès, « Booz endormi », dans Les Plus Beaux Poèmes de la langue française (album), Isis, 2011 (ASIN B005G8ISPU).

#### Étude savante
- Michel Grimaud, Poétique et érudition: Microlecture du Booz endormi de Victor Hugo, Lettres modernes, coll. « Archives Victor Hugo », 1991, 161 p. (ISBN 978-2-256-90440-0).